# Gaëtan Courtet
Pour les articles homonymes, voir Courtet.
Gaëtan Courtet, né le 22 février 1989 à Lorient en France, est un footballeur français qui évolue au poste d'avant-centre au Valenciennes FC.

## Biographie

### Formation
Gaëtan Courtet joue en débutants à Lanester avant de passer une dizaine d'années au FC Lorient, le club de sa ville natale. Il va montrer ses qualités avec la réserve de l'équipe bretonne lors de la saison 2009-2010 de CFA 2 en terminant meilleur buteur du groupe en marquant 20 buts en championnat et contribuant ainsi à la première place de son équipe et à la montée en CFA. Lors de la saison suivante, il marque 7 buts en 12 matchs (dont un triplé face au SO Romorantinais pour son dernier match au club) avant que le Stade de Reims, un club de Ligue 2 ne lui propose un contrat professionnel de deux ans et demi qu'il accepte puisqu'il était « barré à Lorient, mon avenir, c'était le CFA ».

### Stade de Reims (2010-2015)
Il arrive à Reims blessé à une cheville. Il débute avec l'équipe réserve (CFA 2) le 22 janvier 2011,. Il débute avec l'équipe première, le 1er février 2011, lors du huitième de finale de coupe de France disputé sur la pelouse du Stade rennais. Pour son premier match professionnel, il marque un but et contribue à la qualification des champenois qui gagnent 4-3 après prolongation. Il ne va alors plus quitter l'équipe puisqu'il dispute tous les matchs jusqu'à la fin de la saison. Il marque son premier but en Ligue 2 le 18 février face à Vannes et son premier doublé le 1er avril lors de la victoire quatre buts face au Tours FC. Il devient alors l'un des chouchous du public grâce à cette demi-saison terminée par 19 matchs et 6 buts inscrits.
Durant l'intersaison, on lui diagnostique un cancer. Après deux périodes de trois semaines de chimiothérapie, il est officiellement guéri. Il effectue son retour le 3 septembre face au Racing Club de France Football-Levallois 92 avec la réserve. Il revient avec l'équipe première le 16 septembre face au Stade lavallois où il entre en cours de match,. Durant la première partie de la saison, il entre souvent en cours de jeu (9 matchs, 3 titularisations) mais ne marque pas. En coupe de France, où il est titulaire il marque un but lors de la qualification sur le terrain de l'ASI Avenir et lors de l'élimination sur le terrain de l'AS Marck. Il est ensuite victime d'une pubalgie qui le contraint à s'arrêter quatre mois. Quelques jours après son retour sur la pelouse du Havre Athletic Club, il entre en jeu le 1er mai lors du match face à l'USBCO alors que le score est de 1-1. Après le deuxième but boulonnais, Courtet inscrit ses deux premiers buts de la saison en championnat pour donner la victoire 3-2 à son équipe. Reims gagne sa promotion en Ligue 1 à l'issue de la saison.
Courtet est titulaire lors de la réception de l'Olympique de Marseille pour le premier match de championnat de la saison 2012-2013 mais son équipe s'incline un but à zéro.

### Prêt à Brest (2015)
Second choix au Stade de Reims lors la saison 2014-2015, il ne débute que 3 matchs titulaires sur ses 16 apparitions en championnat, il s'engage avec le Stade brestois au mercato hivernal 2015 sous forme de prêt jusqu’à la fin de la saison, avec option d'achat en cas de montée du club breton. Son premier but ne s'y fait pas attendre, pour sa première titularisation sous le maillot brestois, il ouvre le score face à Orléans dès la 7e minute de jeu (1-1, 22e journée de championnat). Il est également buteur lors des 23e et 24e journées de championnat et a alors marqué autant de buts en 3 matchs que lors de ses 20 apparitions avec le Stade de Reims en première partie de saison. Son prêt à Brest se conclut sur 19 apparitions, 5 buts et 1 passe décisive.

### AJ Auxerre (2015-2017)
Le 25 juin 2015, son arrivée à l'AJ Auxerre est officialisée.
Lors de sa première saison, il s'installe directement en tant que titulaire en jouant 35 matchs de championnat. Il inscrit 11 buts et 11 passes décisives lors de ces rencontres. Il termine ainsi 11e meilleur buteur et 2e meilleur passeur de Ligue 2. Son duo avec Serhou Guirassy, arrivé à Auxerre en janvier 2016, est particulièrement remarqué puisque Courtet inscrit 7 buts et délivre 6 passes décisives lors de la seconde moitié de la saison dans laquelle Serhrou Guirassy inscrit également 8 buts et délivre 2 passes décisives.
En avril 2016, il fait partie d'une liste de 58 joueurs sélectionnables en équipe de Bretagne, dévoilée par Raymond Domenech qui en est le nouveau sélectionneur.
Lors de sa seconde saison, il conserve sa place de titulaire tout d'abord associé à Touzghar lors de la première partie de saison puis à Yattara lors de la seconde. Il est remarqué en Ligue 2 pour ses buts et passes décisives mais il se révèle également décisif en coupe avec 8 buts en 8 rencontres.

### Retour au FC Lorient puis AC Ajaccio (2017-2022)
Le 15 juillet 2017, Gaëtan Courtet revient dans sa ville natale et dans son club formateur.
Il est prêté pour la saison 2019-2020 à l'AC Ajaccio. Après vingt-sept matchs et dix buts lors de cette saison de prêt, il est finalement transféré définitivement le 7 septembre 2020 dans le club corse pour trois saisons.

### Fin de carrière en Ligue 2 puis National (Depuis 2022)
Le 11 août 2022, Gaëtan Courtet s'engage avec l'En avant de Guingamp pour deux saisons, plus une en option. Il marque dix buts en trente-cinq matchs pour sa première saison au club mais un seul lors de la première partie de saison suivante et il quitte le club dès l'hivers.
Le 2 janvier 2024 , Courtet signe à l'USL Dunkerque jusqu'en juin 2024 avec une année en option. En fin de saison le club termine à la quatrième place synonyme de barrage mais après avoir sortie l'EA Guingamp, le club échoue au tour suivant contre le FC Metz.
Après une seule saison, il signe au Valenciennes FC, pensionnaire de National.

## Statistiques
| Saison                | Club                     | Championnat           | Championnat | Championnat | Championnat | Coupe nationale | Coupe nationale | Coupe nationale | Coupe de la Ligue | Coupe de la Ligue | Coupe de la Ligue | Autres compétitions | Autres compétitions | Autres compétitions | Autres compétitions | Total | Total | Total |
| Saison                | Club                     | Division              | M.          | B.          | P.d.        | M.              | B.              | P.d.            | M.                | B.                | P.d.              | Comp.               | M.                  | B.                  | P.d.                | M.    | B.    | P.d.  |
| 2010-2011             | Stade de Reims           | Ligue 2               | 17          | 5           | 0           | 2               | 1               | 0               | -                 | -                 | -                 | -                   | -                   | -                   | -                   | 19    | 6     | 0     |
| 2011-2012             | Stade de Reims           | Ligue 2               | 14          | 2           | 0           | 2               | 2               | 0               | -                 | -                 | -                 | -                   | -                   | -                   | -                   | 16    | 4     | 0     |
| 2012-2013             | Stade de Reims           | Ligue 1               | 30          | 9           | 1           | 1               | 0               | 0               | 1                 | 0                 | 0                 | -                   | -                   | -                   | -                   | 32    | 9     | 1     |
| 2013-2014             | Stade de Reims           | Ligue 1               | 27          | 0           | 2           | 1               | 0               | 0               | -                 | -                 | -                 | -                   | -                   | -                   | -                   | 28    | 0     | 2     |
| 2014-2015             | Stade de Reims           | Ligue 1               | 17          | 2           | 0           | 2               | 0               | 0               | 1                 | 1                 | 1                 | -                   | -                   | -                   | -                   | 20    | 3     | 1     |
| Sous-total            | Sous-total               | Sous-total            | 105         | 18          | 3           | 8               | 3               | 0               | 2                 | 1                 | 1                 | -                   | -                   | -                   | -                   | 115   | 22    | 4     |
| 2014-2015             | Stade brestois 29 (prêt) | Ligue 2               | 17          | 5           | 1           | 2               | 0               | 0               | -                 | -                 | -                 | -                   | -                   | -                   | -                   | 19    | 5     | 1     |
| 2015-2016             | AJ Auxerre               | Ligue 2               | 35          | 11          | 11          | 1               | 0               | 0               | 2                 | 2                 | 1                 | -                   | -                   | -                   | -                   | 38    | 13    | 12    |
| 2016-2017             | AJ Auxerre               | Ligue 2               | 38          | 10          | 6           | 5               | 6               | 3               | 3                 | 2                 | 1                 | -                   | -                   | -                   | -                   | 46    | 18    | 10    |
| Sous-total            | Sous-total               | Sous-total            | 73          | 21          | 17          | 6               | 6               | 3               | 5                 | 4                 | 2                 | -                   | -                   | -                   | -                   | 84    | 31    | 22    |
| 2017-2018             | FC Lorient               | Ligue 2               | 21          | 6           | 0           | 2               | 0               | 0               | 1                 | 1                 | 0                 | -                   | -                   | -                   | -                   | 24    | 7     | 0     |
| 2018-2019             | FC Lorient               | Ligue 2               | 32          | 2           | 1           | 1               | 0               | 0               | 4                 | 1                 | 0                 | -                   | -                   | -                   | -                   | 37    | 3     | 1     |
| Sous-total            | Sous-total               | Sous-total            | 53          | 8           | 1           | 3               | 0               | 0               | 5                 | 2                 | 0                 | -                   | -                   | -                   | -                   | 61    | 10    | 1     |
| 2019-2020             | AC Ajaccio (prêt)        | Ligue 2               | 26          | 10          | 3           | -               | -               | -               | 1                 | 0                 | 0                 | -                   | -                   | -                   | -                   | 27    | 10    | 3     |
| 2020-2021             | AC Ajaccio               | Ligue 2               | 32          | 8           | 0           | 2               | 1               | 0               | -                 | -                 | -                 | -                   | -                   | -                   | -                   | 34    | 9     | 0     |
| 2021-2022             | AC Ajaccio               | Ligue 2               | 35          | 7           | 3           | -               | -               | -               | -                 | -                 | -                 | -                   | -                   | -                   | -                   | 35    | 7     | 3     |
| Sous-total            | Sous-total               | Sous-total            | 93          | 25          | 6           | 2               | 1               | 0               | 1                 | 0                 | 0                 | -                   | -                   | -                   | -                   | 96    | 26    | 6     |
| 2022-2023             | EA Guingamp              | Ligue 2               | 35          | 10          | 1           | 2               | 1               | 0               | -                 | -                 | -                 | -                   | -                   | -                   | -                   | 37    | 11    | 1     |
| 2023-2024             | EA Guingamp              | Ligue 2               | 19          | 1           | 0           | 2               | 1               | 0               | -                 | -                 | -                 | -                   | -                   | -                   | -                   | 21    | 2     | 0     |
| Sous-total            | Sous-total               | Sous-total            | 54          | 11          | 1           | 4               | 2               | 0               | -                 | -                 | -                 | -                   | -                   | -                   | -                   | 58    | 13    | 1     |
| 2023-2024             | USL Dunkerque            | Ligue 2               | 18          | 4           | 0           | 2               | 2               | 0               | -                 | -                 | -                 | -                   | -                   | -                   | -                   | 20    | 6     | 0     |
| 2024-2025             | USL Dunkerque            | Ligue 2               | 32          | 5           | 3           | 7               | 2               | 3               | -                 | -                 | -                 | BR                  | 2                   | 0                   | 0                   | 41    | 7     | 6     |
| Sous-total            | Sous-total               | Sous-total            | 50          | 9           | 3           | 9               | 4               | 3               | -                 | -                 | -                 | -                   | 2                   | 0                   | 0                   | 61    | 13    | 6     |
| 2025-2026             | Valenciennes FC          | National              | -           | -           | -           | -               | -               | -               | -                 | -                 | -                 | -                   | -                   | -                   | -                   | 0     | 0     | 0     |
| Total sur la carrière | Total sur la carrière    | Total sur la carrière | 445         | 97          | 32          | 34              | 16              | 6               | 13                | 7                 | 3                 | -                   | 2                   | 0                   | 0                   | 494   | 120   | 41    |

## Palmarès
Après avoir été champion de CFA 2 en 2010 avec la réserve du FC Lorient, il rejoint le Stade de Reims avec qui il est vice-champion de Ligue 2 en 2012.
Il termine deuxième meilleur passeur de Ligue 2 lors de la saison 2015-2016 derrière le messin Yeni N'Gbakoto grâce à 11 passes décisives.